# 卡洛斯·奥诺拉托
卡洛斯·奥诺拉托（葡萄牙語：Carlos Honorato，1974年11月9日—），巴西男子柔道运动员。他曾代表巴西参加2000年和2004年夏季奥林匹克运动会柔道比赛，其中2000年奥运会获得一枚银牌。